# Gjøvik

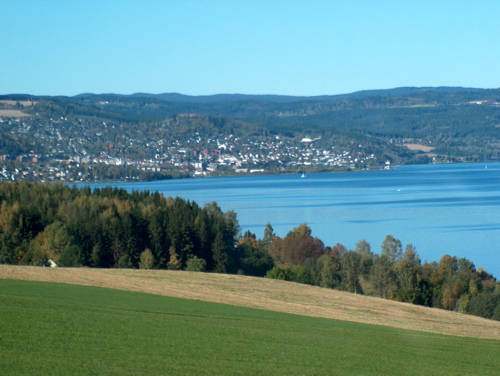
Gjøvik vista de Nordlia

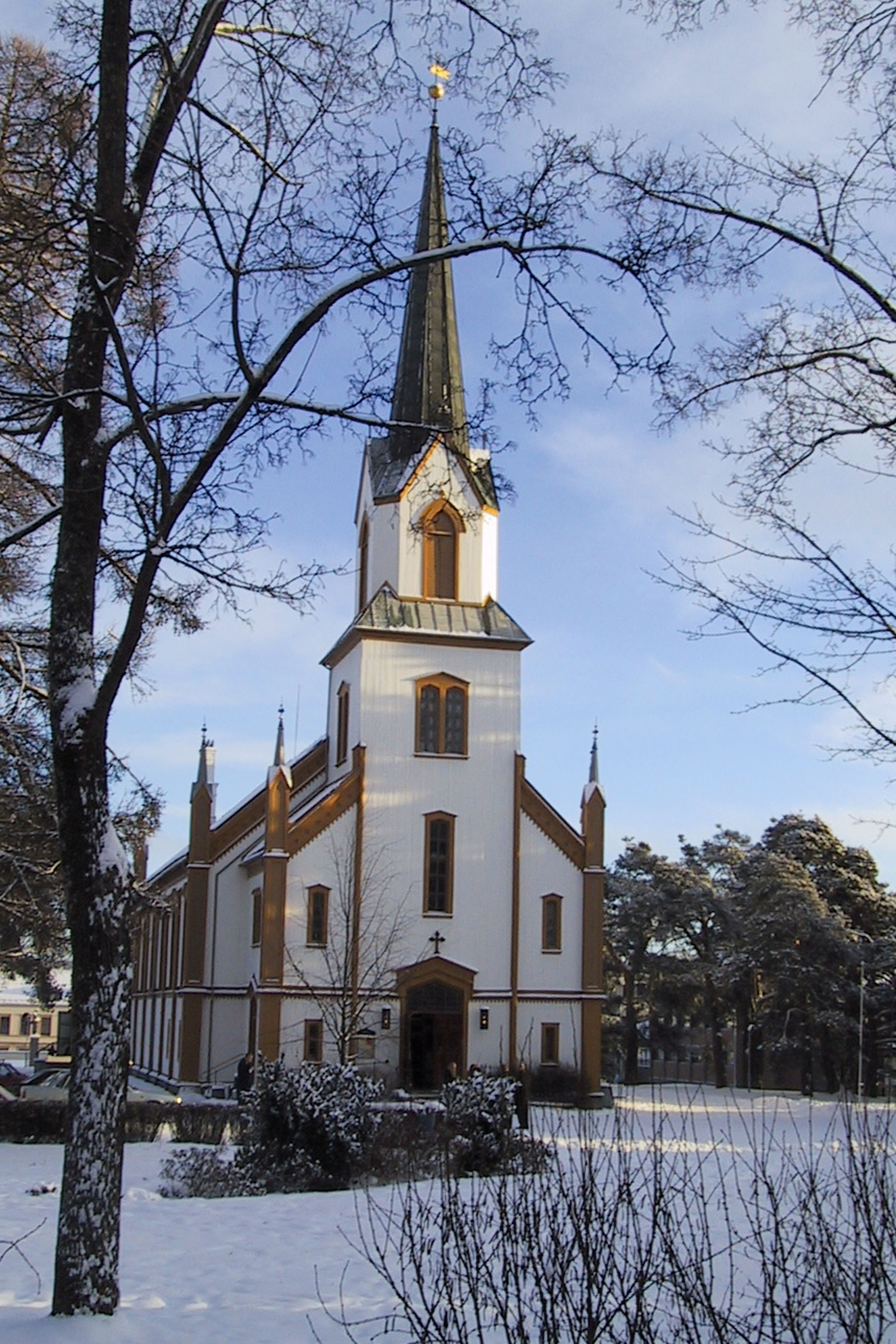
Igreja de Gjøvik

Gjøvik é uma comuna da Noruega, com 672 km² de área e 30 063 habitantes (censo de 2014).         
Gjøvik situa-se na margem ocidental do lago Mjøsa.
Gjøvik tem a maior arena escavada na rocha do mundo. O Gjøvik Olympic Hall (Fjellhallen em Norueguês), foi local escolhido para as competições de hóquei no gelo dos Jogos Olímpicos de Inverno de Lillehammer, em 1994.
A indústria vidreira é um dos principais pontos de interesse turístico, bem como o mais antigo barco a vapor com pás ainda em funcionamento no mundo